# Nachal Javne'el
Nachal Javne'el (hebrejsky: נחל יבנאל, arabsky: Vádí Fidžas) je vádí v Izraeli.

## Průběh toku
Začíná v nadmořské výšce přes 100 metrů poblíž obce Giv'at Avni a průmyslové zóny Dolní Galilea, na okraji náhorní planiny Dolní Galileji, západně od města Tiberias. Směřuje pak k jihovýchodu svažitou, zemědělsky využívanou krajinou (Javne'elské údolí), které z obou stran svírají vysoké svahy. Na západní straně je to pás hor Har Adami a Har Javne'el, na východní jsou to náhorní plošiny Tel Ma'on (přímo ve městě Tiberias), Har Menor a Ramat Porija. Nachal Javne'el je jeho hlavní osou. V údolí míjí vádí obce ha-Zor'im a Javne'el. Poblíž vesnice Alumot se stáčí k východu a zároveň zařezává do úzkého a hlubokého údolí, které klesá do údolí řeky Jordán. Do ní ústí poblíž kibucu Deganija Bet.
V 19. století, před výstavbou železniční trati skrz Jizre'elské údolí, tudy vedla trasa karavan. Když potom docházelo v okolí k zřizování prvních novověkých židovských osad, bylo údolí podél Nachal Javne'el útočištěm arabských kmenů, které se s židovskými osadníky utkávaly o půdu. S rozvojem zemědělství a osidlováním regionu klesl průměrný průtok v Nachal Javne'el z původních 2500 kubíků za hodinu na 720 kubíků. V horním úseku jde o sezónní vodní tok, na dolním toku má díky četným pramenům trvalý celoroční průtok.

## Přítoky
levostranné
- Nachal Zor'im
- Nachal Sirgona
- Nachal Cejdata
- Nachal Porija

pravostranné
- Nachal Šovav
- Nachal Akav
- Nachal Adami
- Nachal Šarona
- Nachal Jama
- Nachal Charcit